# Liste der denkmalgeschützten Objekte in Kočov
Grundlage dieser Liste der denkmalgeschützten Objekte in Kočov ist die ÚSKP-Liste (Ústřední seznam kulturních památek České republiky, deutsch Zentrale Liste der Kulturdenkmäler der Tschechischen Republik), die von der tschechischen Denkmalschutzbehörde NPÚ (Národní památkový ústav, deutsch Nationale Denkmalbehörde) seit 1987 geführt wird und an die seit dem Jahr 1850 geschaffenen Listen anschließt.

## Denkmalgeschützte Objekte nach Ortsteilen

### Kočov
| Lage                                 | Objekt                         | Beschreibung                                                    | ÚSKP-Nr.                  | Bild           |
| ------------------------------------ | ------------------------------ | --------------------------------------------------------------- | ------------------------- | -------------- |
| südlicher Ortsteil ()                | Festungsstätte                 | Feste - Festungsstätte, archäologische Spuren                   | 23191/4-1989 Info Katalog |                |
| Kočov ()                             | Kirche hl. Johannes der Täufer | Kirche hl. Johannes der Täufer, Ruine und archäologische Spuren | 10444/4-4811 Info Katalog | weitere Bilder |
| rechts der Landstraße Bor - Planá () | Kreuz                          | Kreuz                                                           | 103219 Info Katalog       |                |
| Kočov ()                             | Glockentürmchen                | Glockentürmchen                                                 | 44337/4-4770 Info Katalog |                |

### Klíčov
| Lage      | Objekt             | Beschreibung       | ÚSKP-Nr.                  | Bild |
| --------- | ------------------ | ------------------ | ------------------------- | ---- |
| Klíčov () | Statue hl. Familie | Statue hl. Familie | 22168/4-1776 Info Katalog |      |